# Xuan Lu
Xuan Lu (chino= 宣璐) también conocida como Xuan Lulu, es una actriz china.

## Biografía
Se formó en la Academia de Baile de Beijing (北京舞蹈学院) y en la Academia Central de Arte Dramático (中央戏剧学院).

## Carrera
En mayo del 2018 se unió al elenco recurrente de la serie Ruyi's Royal Love in the Palace donde interpretó a Aisin-Gioro Hengchuo, la Princesa Duanshu, hija mayor del Emperador Yongzheng Emperor y Niohuru Zhenhuan (Vivian Wu), quien ha estado casada con el Clan Mongol desde que era joven.
El 27 de junio del 2019 se unió al elenco de la serie The Untamed donde dio vida a Jiang Yanli, la amable y afectuosa hermana mayor de Jiang Cheng (Wang Zhuocheng) y esposa de Jin Zixuan (Cao Yuchen), quien protege a sus seres queridos y les brinda apoyo cuando lo necesitan.
El 6 de agosto del mismo año se unió al elenco recurrente de la serie Arsenal Military Academy donde interpretó a Bai Biyun, la hija del alcalde.
El 16 de octubre del mismo año se unió al elenco principal de la serie The Gravity of a Rainbow donde dio vida a He Caihong, una mujer que se enamora del profesor Ji Huang (Godfrey Gao), hasta el final de la serie el 20 de noviembre del mismo año.
El 10 de junio del 2020 se unió al elenco de la serie What If You're My Boss? (奈何boss又如何, también conocida como "Well Dominated Love") donde interpretó a Nie Xingchen, hasta el final de la serie el 16 de julio del mismo año.
En 2021 se unirá al elenco principal de la serie The Unknown: Legend of Exorcist Zhong Kui (también conocida como "Wen Tian Lu") donde dará vida a Liu Hanyan, la firme, educada y experta Liu Hanyan, una persona famosa dentro de la comunidad de cazadores de demonios, así como la hermana menor de Zhong Yunfei (Xing Zhaolin) y Zhong Fuqu (Xu Wenhao).
Ese mismo año se unirá al elenco recurrente de la serie The Love of Hypnosis donde interpretará a Yan Suwei.

## Filmografía

### Series de televisión
| Año             | Título                                                  | Personaje                     | Notas        |
| --------------- | ------------------------------------------------------- | ----------------------------- | ------------ |
| 2021 - presente | Who Rules the World                                     | Hua Chunran                   |              |
| 2021 - presente | Miss Crow with Mr. Lizard                               | Chen Wenwen                   |              |
| 2021 - presente | Song of Youth                                           | Talentosa Pan                 |              |
| 2021 - presente | The Love of Hypnosis                                    | Yan Suwei                     |              |
| 2021 - presente | The Unknown: Legend of Exorcist Zhong Kui (Wen Tian Lu) | Liu Hanyan                    |              |
| 2020            | We Are Young                                            | Zhang Jiayun                  |              |
| 2020            | What If You're My Boss? (奈何boss又如何)                | Nie Xingchen                  | 24 episodios |
| 2020            | Fairyland Lovers                                        | Ling Long                     |              |
| 2019            | Horus Eye                                               | An Xiaotong                   | 12 episodios |
| 2019            | The Gravity of a Rainbow                                | He Caihong                    | 40 episodios |
| 2019            | Arsenal Military Academy                                | Bai Biyun                     |              |
| 2019            | The Untamed                                             | Jiang Yanli                   |              |
| 2018            | Royal Highness                                          | Princesa Yongfu / Zhu Xiuning |              |
| 2018            | Ruyi's Royal Love in the Palace                         | Princesa Aisin-Gioro Hengchuo |              |
| 2017            | As Flowers Fade and Fly Across the Sky                  | Hua Pingting                  |              |
| 2017            | City of Smoke                                           | Zhao Yuan                     |              |
| 2016            | The Ferryman 3                                          | Fei Cui / Hu Po               |              |
| 2015            | The Ferryman 2                                          | Fei Cui                       |              |
| 2015            | Yangko Dance                                            | Huai Hua                      |              |
| 2015            | Midnight Taxi                                           | Lin Fangfang                  |              |
| 2014            | Expiration Date to Fall in Love with You                | Jiang Li                      |              |
| 2014            | Mother's Scheme                                         | Xiao Nan                      |              |
| 2013            | Legend of SouthWest Dance and Music                     | Lanman Shandi                 |              |
| 2013            | Blood Promise                                           | Long Xiu                      |              |
| 2012            | Legend of Concubine Zhen Huan                           | Meng Yue                      |              |
| 2010            | The Dream of Red Mansions                               | Xue Baoqin ( de joven)        |              |
| 2009            | Girl Rushes Forward                                     | Lu Xiao                       |              |

### Películas
| Año  | Título                   | Personaje    | Notas                                                                    |
| ---- | ------------------------ | ------------ | ------------------------------------------------------------------------ |
| 2016 | Man Hunters (侠捕)       | Ding Chan'er | junto a Wu Yue, Zang Jinsheng y Du Yuming (杜玉明)                       |
| 2014 | Midnight Hair (夜半梳头) | Xiao Han     | junto a Daniella Wang, Lee Wei y Dai Xiangyu                             |
| 2013 | Misfire (弹无虚发)       | Dan Qing     | (corto) - junto a Sun Dongxiao (孙东晓), Li Shaoting (李少亭) y Dong Liu |

### Apariciones en programas
| Año  | Programa                                        | Notas       |
| ---- | ----------------------------------------------- | ----------- |
| 2019 | Super Nova Games: Season 2 (超新星全运会第二季) | concursante |
| 2019 | Miss Voice (这样唱好美)                         | concursante |

### Teatro
| Año  | Título         | Notas |
| ---- | -------------- | ----- |
| 2007 | 卖火柴的小女孩 |       |

### Revistas / sesiones fotográficas
| Año  | Título             | Notas |
| ---- | ------------------ | ----- |
| 2020 | Bamboo Style       |       |
| 2020 | MOMENT             |       |
| 2020 | In Famous          |       |
| 2020 | THE ONE            |       |
| 2020 | Aida Fashion       |       |
| 2020 | FireBible          |       |
| 2019 | Yep Me             |       |
| 2019 | Once Magazine      |       |
| 2019 | Lifestyle Magazine |       |
| 2019 | Link Magazine      |       |
| 2019 | Juzi Fashion       |       |

### Eventos
| Año  | Título                             | Notas                                                |
| ---- | ---------------------------------- | ---------------------------------------------------- |
| 2020 | Hunan TV 2020 Spring Festival Gala | (interpretó "Don’t You Know") - junto a Zheng Qiyuan |